# Land of the Rising Sun
"Land of the Rising Sun" (em português:  "Terra do Sol Nascente") foi o hino nacional do estado separatista africano de Biafra, no sudeste da Nigéria. A música adoptada pertencia à peça Finlândia, de Sibelius.